# Kleinpartei
Eine Kleinpartei ist eine politische Partei, die eine kleine Anhänger- beziehungsweise Wählerschaft besitzt und deren politischer Einfluss auf parlamentarischer Ebene entsprechend gering ist, sofern sie überhaupt in einem Parlament vertreten ist. Die politikwissenschaftliche Terminologie ist bisher ungeklärt. So verwenden manche Autoren den Begriff Kleinpartei für alle Parteien unterhalb der Ebene von Volksparteien, andere unterscheiden zwischen etablierten und nicht-etablierten Kleinparteien. Präferiert werden in neueren Veröffentlichungen auch Einteilungen in einem Dreierraster wie Volkspartei oder Großpartei, kleinere Partei, Kleinpartei und auch Volks-/Großpartei, Kleinpartei und Kleinstpartei. Umgangssprachlich wird häufig der Begriff Splitterpartei verwendet, in der Fachliteratur aber auf Grund seiner negativen Konnotation nur noch selten gebraucht.

## Begriffsgeschichte
Das Digitale Wörterbuch der deutschen Sprache verzeichnet in seinem 1946 beginnenden „Zeitungskorpus“ erst seit etwa der Wende Ende der 1980er-Jahre eine Verwendung des Begriffs Kleinpartei von spürbar mehr als einem von 10 Millionen Token sowie einen weiteren Anstieg seit etwa den 2010er-Jahren. Der Begriff Kleinstpartei kommt sogar erst 2018 erstmals über mehr als eines von 10 Millionen Token. Bis Ende der 1970er-Jahre sind hier beide Wörter nicht oder nur ganz selten nachgewiesen.

## Definitionen
In der Politikwissenschaft werden unter Kleinparteien diejenigen politischen Parteien verstanden, die aufgrund ihrer geringen Mitgliederzahl sowie niedriger Wahlergebnisse einen geringen politischen Einfluss haben. In den Wahlstatistiken der Wahlforschung werden sie häufig unter „sonstige Parteien“ zusammengefasst und mitunter auch abwertend als „Splitterparteien“ bezeichnet. Der Politologe Dirk van den Boom definiert Kleinpartei als „eine politische Partei, die sich aufgrund der rechtlichen, finanziellen, personellen, organisatorischen und programmatischen Rahmenbedingungen ihrer Arbeit nicht derart im politischen System durchsetzt, daß sie in signifikantem Maße aktiv und gestaltend am Entscheidungsprozess und an der Auswahl politischen Führungspersonals teilhat“. Demnach würden unter diesem Begriff diejenigen Parteien subsumiert, die nur über eine kleine Zahl aktiver Mitglieder und entsprechend über geringe Mitgliedsbeiträge verfügen und häufig zu wenig Personal haben, um Parteiämter und politische Mandate zu besetzen sowie wirkungsvoll Öffentlichkeitsarbeit und Spendenwerbung durchzuführen. Sie unterscheiden sich jedoch nicht nur aufgrund geringerer Ressourcen von den größeren Parteien, sondern konzentrieren sich häufig auf eng gefasste Zielgruppen und von den anderen Parteien vernachlässigte Themenfelder und entwickeln oft kein umfassendes Rahmen- oder Parteiprogramm, das größere Wählergruppen ansprechen könnte (vgl. dazu Interessenpartei bzw. Ein-Themen-Partei). Einige Kleinparteien, wie die Regionalparteien, beschränken sich lediglich auf regionale Schwerpunkte.
Als „Rathausparteien“ werden Parteien bezeichnet, die vor allem aufgrund ihrer lokalpolitischen Zielsetzungen auf kommunaler Ebene von Bedeutung sind. Auch können deren Mitglieder ihre politischen Vorstellungen gegebenenfalls nicht mit denen anderer Parteien vereinbaren. Es gibt auch Protestparteien, deren Erfolg meist zeitlich begrenzt ist.
Die Definition von Kleinparteien über die geringe Resonanz bei Wahlen und die meist fehlende Repräsentanz in Parlamenten ist in Deutschland weit verbreitet. Bei der Erklärung ihres geringen Erfolges konkurrieren jedoch verschiedene Sichtweisen, je nachdem ob stärker organisatorische oder programmatische Defizite der Parteien selbst als hauptverantwortlich für ihr Scheitern angesehen werden oder ob dies auf externe Einflussfaktoren zurückgeführt wird, zu denen auch das Wahlsystem zählt.
Hans-Jörg Dietzsche regt an, für Gruppierungen, die sich zwischen den Endpunkten Volks- bzw. Großpartei und Kleinpartei befinden, den Begriff „kleinere Partei“ zu verwenden. Er definiert kleinere Partei als eine politische Partei, die in einem Parteiensystem, das von zwei Großparteien geprägt ist, in der Legislative eigenständig besteht, jedoch an politischen Entscheidungsprozessen und an der Bestimmung des Führungspersonals nur in untergeordneter Kooperation mit einer Großpartei teilhaben kann.
Olaf Jandura schlägt eine Differenzierung nach Großpartei, Kleinpartei und Kleinstpartei vor. Unter Kleinpartei würden in Deutschland Parteien fallen, die 5 bis 10 % der Wählerstimmen auf sich vereinigen können, Kleinstparteien solche, die regelmäßig unter 5 % blieben. Die Politikwissenschaftler Uwe Kranenpohl und Oskar Niedermayer gehen nicht von konkreten Werten aus, sondern von der politischen Repräsentation und berücksichtigen dabei sowohl Gegenwart als auch Vergangenheit. Nach ihnen sind Kleinparteien „in mindestens einem Landtag bzw. im Europäischen Parlament vertreten“ oder waren „einmal auf mindestens einer der drei Politikebenen parlamentarisch vertreten“, während Kleinstparteien „noch nie in einem Landtag, im Bundestag oder im Europäischen Parlament vertreten waren.“ Parteien, die nur auf kommunaler Ebene zur Wahl stehen, sind somit immer Kleinstparteien.
Der Journalist Manfred Rowold und der Soziologe Stefan Immerfall schlugen 1992 vor, neben Kleinpartei den Begriff Kleinstpartei für Parteien zu verwenden, deren Kandidaten nicht in mindestens zwei Bundesländern in Landtage gewählt wurden. In der deutschen Presse werden häufig sehr kleine Parteien als Kleinstparteien bezeichnet. Im Verfassungsschutzbericht von 2017 wurde die rechtsextreme Gruppierung Der III. Weg als Kleinstpartei bezeichnet. Die Konrad-Adenauer-Stiftung nannte den III. Weg und die rechtsextreme Die Rechte Kleinstparteien.
In Österreich wird der Begriff allgemeiner auch für etablierte Parlamentsparteien verwendet, im Gegensatz zu den beiden Großparteien SPÖ und ÖVP. Man versteht also darunter diejenigen Parteien, die nicht die Regierung bilden könnten, sondern allenfalls Koalitionspartner wären. Parteien, die unter den jeweiligen Schwellen der Wahl (Nationalratswahl: 4 %) liegen, nennt man üblicherweise Kleinstpartei, einschließlich der zahlreichen nur regional aktiven Parteien.
In der Schweiz spricht man seltener von Kleinparteien. Die größten Parteien sind im Bundesrat vertreten und heißen darum Bundesratsparteien. Die kleineren, nicht im Bundesrat vertretenen Parteien bezeichnet man als übrige Parteien oder kleinere Parteien.

## Funktion
Kleinparteien können als „Anwälte Einzelner“ auf als dringlich empfundene Interessen und Themenfelder aufmerksam machen und die großen Parteien zwingen, sich mit ihnen zu beschäftigen. Sie dienen außerdem als eine Art „demokratisches Überdruckventil“, um den Wählern innerhalb des politischen Systems die Möglichkeit zu geben, Ablehnung zu bekunden. Des Weiteren bieten sie neben anderen Organisationen die Gestaltungsmöglichkeit des öffentlichen Lebens.

## Kleinparteien und Wahlrecht
Während ein Mehrheitswahlrecht kleineren Gruppierungen nur im Fall ausgeprägter Hochburgen (etwa bei Regionalparteien) größere Erfolgschancen bietet, begünstigt das reine Verhältniswahlrecht den Einzug von Kleinparteien in ein Parlament, was zur Folge haben kann, dass die Bildung einer Regierungsmehrheit erschwert wird. Aus diesem Grund gibt es in verschiedenen parlamentarischen Systemen, so auch in Deutschland, eine Sperrklausel in den jeweiligen Wahlgesetzen.

### Situation in der Bundesrepublik Deutschland
Die Kandidatur einer kleinen Partei kann nicht nur aus finanziellen, sondern auch aus verschiedenen anderen Gründen scheitern.

#### Unterstützer-Nachweis zur Wahlteilnahme
Wahlvorschläge etablierter Parteien und Vereinigungen, die im zu wählenden Gremium bereits vertreten sind oder waren, sind in der Regel zu neuen Wahlen dieses Gremiums ohne Weiteres zuzulassen. Dagegen haben Parteien oder Vereinigungen, für die dies nicht gilt, eine bestimmte Menge vom Wahlamt zu bestätigende Unterstützungsunterschriften betroffener Stimmberechtigter vorzulegen, deren Zahl je nach Art der Wahl und Größe des Wahlgebiets variiert.
Auch beim Vorliegen der Unterstützer-Unterschriften kann die Kandidatur noch daran scheitern, dass der zuständige Wahlleiter oder Wahlausschuss nicht den Parteistatus der sich bewerbenden Organisation anerkennt. Nach § 2 Abs. 1 des Parteiengesetzes ist eine Vereinigung nur dann als Partei anzusehen, „wenn sie nach dem Gesamtbild der tatsächlichen Verhältnisse, insbesondere nach Umfang und Festigkeit ihrer Organisation, nach der Zahl ihrer Mitglieder und nach ihrem Hervortreten in der Öffentlichkeit eine ausreichende Gewähr für die Ernsthaftigkeit“ ihres Anspruches bietet. Diese Kriterien lassen jedoch Interpretationsspielraum und sind nicht durch genaue Festlegungen für jeden Bewerber gleich und überprüfbar.
Daher plädieren jüngere Untersuchungen in unterschiedlicher Akzentsetzung dafür, die Berechtigung und Wirksamkeit der einschlägigen Regelungen zu überprüfen und sie teilweise zu liberalisieren oder transparenter und verbindlicher zu gestalten. Dass das Bundesverfassungsgericht sich (bis 2012) mit Entscheidungen des Bundeswahlausschusses hinsichtlich einer Wahlzulassung erst nachträglich im Rahmen einer Wahlprüfung befassen konnte, wurde von Kommentatoren als „Rechtsschutzlücke“ oder als „Rechtswegversagung“ bezeichnet. Im April 2012 beschlossen der Deutsche Bundestag und Bundesrat mit Zwei-Drittel-Mehrheit, einen Rechtsschutz für Parteien vor der Bundestagswahl einzuführen. Lehnt der Bundeswahlausschuss die Anerkennung einer Vereinigung als Partei ab, kann dagegen Beschwerde beim Bundesverfassungsgericht eingelegt werden.

#### Sperrklausel, Fünfprozenthürde
Eine Partei muss in der Bundesrepublik Deutschland mindestens fünf Prozent der Zweitstimmen auf sich vereinen, um im Bundestag vertreten zu sein. Direktmandate, die ein Kandidat durch Erststimmenmehrheit in einem Wahlkreis erhält, sind unwirksam, wenn die Partei die Sperrklausel nicht überschreitet. Bis auf Weiteres gilt eine Grundmandatsklausel mit dem Gewinn von drei Direktmandaten, der die Fünf-Prozent-Klausel außer Kraft setzt, so dass eine Partei ihrem Wahlergebnis entsprechend vertreten ist. In der 15. Legislaturperiode (2002–2005) zogen zwei Abgeordnete der PDS in den Bundestag ein, da sie in Berliner Wahlkreisen direkt gewählt wurden, die bundesweiten Zweitstimmen der Partei wurden aber nicht auf die Verteilung der Sitze angerechnet.
Bei Landtagswahlen in Bayern gilt dieselbe Regel wie bei den Bundestagswahlen: Der Kandidat mit den meisten Erststimmen im Wahlkreis erhält das Direktmandat nur dann, wenn seine Partei auch die Fünfprozenthürde überwunden hat. Einige Bundesländer, z. B. Brandenburg, kennen die Grundmandatsklausel, was 2014 dazu führte, dass die BVB/FW mit 2,7 % der gültigen Stimmen aufgrund eines Direktmandats in den Landtag einzog.
Eine Ausnahme von der Fünfprozenthürde bei Landtags- und Bundestagswahlen gilt für Parteien, die nationale Minderheiten in der Bevölkerung vertreten. Derzeit betrifft dies nur den Landtag Schleswig-Holstein sowie den Deutschen Bundestag mit dem Südschleswigschen Wählerverband (SSW), der die Interessen der dänischen und friesischen Minderheiten der deutschen Staatsbürger im Norden Schleswig-Holsteins vertritt.
Die Zulässigkeit der Sperrklausel bei Wahlen in Deutschland ist umstritten. Sie ist nur zulässig, wenn sie zur Regierungsbildung und somit für die Funktionsfähigkeit des jeweiligen Parlaments bzw. der Vertretung notwendig ist. Auch Kleinparteien wird nach Ansicht des Bundesverfassungsgerichts eine wichtige Funktion in der Demokratie zugestanden. Bei Kommunalwahlen und der Wahl zum Europäischen Parlament wurden Sperrklauseln inzwischen von den zuständigen Gerichten als unzulässig betrachtet und für verfassungswidrig erklärt. Bei der Europawahl im Mai 2014, die erstmals ohne Sperrklausel stattfand, gelang sieben deutschen Kleinparteien bei Stimmanteilen zwischen 0,6 und 1,5 Prozent mit jeweils einem Abgeordneten der Einzug ins Europäische Parlament.

#### Weitere Wettbewerbshürden für Parteien
Neben der Unterstützer-Unterschriften und Fünfprozenthürde sehen die Vorschriften des Wahl- und Parteienrechts noch weitere Einschränkungen vor.
Ein weiterer Nachteil der Kleinparteien ist das zu erreichende Quorum, um in den Genuss der Wahlkampfkostenerstattung zu kommen: Parteien, die einen Stimmanteil von 0,5 Prozent (Bundestags- oder Europa-Wahl) bzw. ein Prozent (Landtagswahlen) erreichen, bekommen in der auf die jeweilige Wahl folgenden Legislaturperiode staatliche Zuschüsse, die sich aus der Zahl der erhaltenen Stimmen und dem eigenen Spenden- und Beitragsaufkommen herleiten. Parteien, die diese Hürden verfehlen, bleiben auf ihre eigenen Ressourcen angewiesen.
Organisationen, die sich selbst qua Name oder Satzung als Parteien begreifen, aber deren Parteistatus nicht anerkannt wird, dürfen zum Bundestag keine eigenen Landeslisten einreichen (§ 18 Abs. 1 Bundeswahlgesetz). Zur Europawahl können sie als „sonstige politische Vereinigung“ (§ 8 Abs. 1 Europawahlgesetz) mit einer eigenen Liste antreten. In vielen Bundesländern können sie zudem an Kommunal- und teilweise auch zu Landtagswahlen teilnehmen.

## Deutsche Kleinparteien
In der heutigen Bundesrepublik Deutschland gab und gibt es mehrere hundert Kleinparteien, zwischen denen in Hinblick auf Organisationsgrad, Lebensdauer und politische Ausrichtung erhebliche Unterschiede bestehen.
Die meiste Aufmerksamkeit in den Medien und im politischen Diskurs fanden und finden Kleinparteien, die entweder am linken oder rechten Rand der Gesellschaft aktiv sind und die teilweise vom Verfassungsschutz beobachtet werden. Ebenso finden einige extremistische oder exotische Kleinparteien öffentliche Aufmerksamkeit.
Ungeachtet der genannten medial präsenten Vereinigungen handelt es sich bei der Mehrheit der in den letzten Jahrzehnten in Erscheinung getretenen Kleinparteien jedoch um Gruppierungen, die die demokratischen Spielregeln dieses Staates akzeptieren und sich von den etablierten Parteien zunächst nur durch ihre organisatorische Schwäche und eine geringere Resonanz bei den Wählern unterscheiden. Während ein beträchtlicher Teil dieser Kräfte ein möglichst breites Spektrum an Interessenten ansprechen möchte, gibt es andere Parteien, die sich auf die Wahrnehmung partikularer Interessen beschränken. Diese finden sich mehr oder weniger in Bezug auf das Gesamtsystem mit der Rolle einer Kleinpartei ab, können jedoch durch die Konzentration auf bestimmte Teilbereiche mitunter dort eine gewisse Relevanz erreichen.
Die partikulare Orientierung kann sich auf verschiedene Bereiche beziehen:
- eine Partei, die nur in einer Stadt, Region oder einigen Gegenden in Erscheinung tritt, wird häufig als Lokal- oder Regionalpartei bezeichnet. Historisch traf dies u. a. für die Deutsche Partei zu, die aus der Deutsch-Hannoverschen Partei hervorging und ihren Schwerpunkt in Norddeutschland hatte, oder für die Christliche Volkspartei des Saarlandes, später die Saarländische Volkspartei. Zwar gelangen diesen Parteien in ihren Schwerpunktgebieten häufig zweistellige Ergebnisse, in der bundesdeutschen Parteienlandschaft blieben sie insgesamt dennoch marginal. Aktuelle Beispiele sind unter anderem die Bayernpartei oder der Südschleswigsche Wählerverband (SSW). Der SSW beschränkt seine Wirksamkeit auf Schleswig-Holstein. Er tut dies entsprechend, weil nur dort die dänische (und nordfriesische) Bevölkerungsminderheit eine Rolle spielt. Deshalb könnte er auch als Beispiel für die nächste Gruppe gelten.
- Parteien, die nur die Interessen einer bestimmten sozialen Gruppe vertreten, lassen sich eventuell als „Interessenparteien“ bezeichnen, sofern man nicht davon ausgeht, dass es zum Wesen jeglicher Partei gehört, bestimmte Interessen mehr oder weniger explizit zu vertreten. Bei diesen sozialen Gruppen kann es sich um bestimmte Altersgruppen handeln (zum Beispiel Graue Panther, die Jugendparteien wie future! oder PETO, aber auch die 2008 aufgelöste Partei Die Grauen – Graue Panther) oder um Geschlechter und Familien (u. a. Familien-Partei Deutschlands, Feministische Partei Die Frauen und die ehemalige Frauenpartei), aber auch um Gruppen mit bestimmtem sozialem Status wie Arbeitslose (PASS), Rentner oder Mittelständler (ehemalige Mittelstands-Partei und andere). Eine gewisse Rolle spielten in den Anfangsjahren der Bundesrepublik Deutschland Parteien, die wie der BHE, später Gesamtdeutsche Partei, in erster Linie die Interessen der Heimatvertriebenen vertraten, diese verloren jedoch in den 1960er Jahren ihre Bedeutung. Zu dieser Art von Kleinparteien zählen auch viele der weiter unten aufgeführten Vereinigungen. Je enger umrissen die von der Partei vertretene Gruppe oder das von ihr artikulierte Interesse ist, desto mehr nähert sich eine Partei der dritten Kategorie:
- Parteien, die nur ein Thema oder eine Forderung in den Fokus ihres Interesses rücken und dies zumeist auch bei der Namensgebung berücksichtigen (wie beispielsweise die ehemalige Autofahrerpartei, die Partei für Gesundheitsforschung oder die BGE-Partei; in gewissem Maße die Humanwirtschaftspartei samt einiger Vorgängerorganisationen), werden in der Forschung oft als „Single-issue-Parteien“ bezeichnet. Sie können, wenn sie das richtige Thema zum passenden Zeitpunkt aufgreifen, kurzfristige Wahlerfolge erzielen, stehen dann aber oft vor der Alternative, sich entweder auch mit anderen Politikfeldern zu befassen oder wieder in der Bedeutungslosigkeit zu verschwinden. Die Piratenpartei Deutschland sowie die Partei Mensch Umwelt Tierschutz werden daher – zumindest inzwischen – nicht mehr als Ein-Thema-Partei betrachtet.
- Parteien, die sich sehr spezifischen und nicht im engeren Sinne politischen Themen widmen, sind kaum noch von den sogenannten Satire-, Spaß- oder Anti-Parteien zu unterscheiden, hinsichtlich deren „Ernsthaftigkeit“ zumindest berechtigte Zweifel bestehen (siehe etwa Deutsche Sex-Partei). Sie lassen sich oft nicht in eine bestimmte weltanschauliche Richtung einordnen (wie Die PARTEI und die Deutsche Biertrinker Union).
- Auch spirituell ausgerichtete Parteien finden sich unter den Kleinparteien, so beispielsweise Die Violetten oder Menschliche Welt.

Eine andere Möglichkeit, Kleinparteien zu typisieren, ist ihre Entstehung bzw. Herkunft. Ein Teil von ihnen wurde als Abspaltung (aus programmatischen oder persönlichen Motiven) von einer bereits bestehenden, oft schon etablierten Partei gegründet. In der Geschichte der FDP sind mehrere solcher Dissoziationen festzustellen: Hier sind die 1956 gegründete und 1957 mit der DP fusionierte Freie Volkspartei, die National-Liberale Aktion bzw. die aus ihr hervorgegangene Deutsche Union, die von Gegnern der sozialliberalen Koalition ins Leben gerufen wurden, sowie die Liberalen Demokraten, die sich 1982 nach dem Koalitionswechsel der FDP abspalteten, zu nennen. Außer der FVP Berlin (dort FDVP) erhielt keine dieser Parteien bei einer überregionalen Wahl Mandate. Eine ebenfalls bedeutungslos bleibende Absplitterung von der SPD stellte die Partei Demokratische Sozialisten dar, die in Opposition zu dem von Bundeskanzler Helmut Schmidt unterstützten NATO-Doppelbeschluss entstand. In den 2010er Jahren gründeten sich die Liberal-Konservativen Reformer (LKR) als Abspaltung der ebenfalls relativ jungen Alternative für Deutschland (AfD).
Eine andere Gruppe entstand in Situationen, wo sich gesellschaftliche Kräfte oder soziale Bewegungen dazu entschlossen, den Status einer Partei anzunehmen, um nach Möglichkeit auch im parlamentarischen Raum wirksam werden zu können. Prominenteste Vertreter dieses Typs sind die Grünen.
Obwohl die Kleinparteien aufgrund mangelnder Präsenz in den Parlamenten nur einen geringen Einfluss auf Gesetzgebung und Regierung haben, werden ihnen von der Parteienforschung verschiedene spezifische Funktionen im politischen Prozess zugeschrieben, dazu gehören:
- eine Signal- bzw. Indikatorfunktion für die etablierten Parteien, indem sie auf thematische Defizite und unberücksichtigte Interessen aufmerksam machen,[26]
- eine Integrationsfunktion durch die Einbeziehung auch radikaler Positionen in den politischen Willensbildungsprozess,[27]
- eine bereichernde Funktion für den politischen Diskurs, die von einer „Wettbewerbsbelebung“ und „Offenhaltung der innerparteilichen Kommunikation“[28] in den etablierten Parteien bis zu einer „Bewahrung politischer Traditionen“ reichen kann.[29]

### Rechte Kleinparteien
Kleinparteien am rechten Rand des politischen Spektrums sind beispielsweise Die Heimat (ehemals NPD), die Deutsche Volksunion (DVU), die 2011 mit der damaligen NPD fusionierte, Die Rechte und Der III. Weg. Weitere Beispiele für rechte oder rechtsextreme Kleinparteien sind die inzwischen in einen Verein umgewandelte Bürgerbewegung pro NRW sowie die am 11. November 2017 aufgelöste Bürgerbewegung pro Deutschland. Als rechtspopulistische Parteien sind unter anderem Die Republikaner (REP) oder die kurzlebige Partei Die Freiheit anzusehen.
Die Kleinparteien aus dem rechtsextremen Spektrum konnten in keinem Länderparlament langfristig Fuß fassen und bisher nie in den Bundestag einziehen, einige überschritten zeitweise bei Landtagswahlen die Fünfprozenthürde. Ende der 1960er-Jahre etwa schaffte die NPD den Einzug in einige Landesparlamente, konnte sich dort aber nicht lange halten. 2004 konnte sie in Sachsen nach 36 Jahren das erste Mal wieder in ein deutsches Landesparlament einziehen und dies 2009 wiederholen, so dass sie dort bis 2014 vertreten blieb, als sie nur sehr knapp mit 4,9 % den Wiedereinzug verpasste. Von 2006 bis 2016 war sie auch im Landtag von Mecklenburg-Vorpommern mit 6 Mandaten vertreten. Die NPD zog nach dem Wegfall der Sperrklausel 2014 ins Europaparlament ein und stellte dort bis 2019 einen Abgeordneten.
Die Deutsche Volksunion (DVU) erzielte im Jahr 1998 bei der Landtagswahl in Sachsen-Anhalt mit 12,9 Prozent ihr bestes Ergebnis und war von 1999 bis 2009 im Landtag von Brandenburg vertreten. Im Westen Deutschlands erreichte sie mehrmals den Einzug in die Bremische Bürgerschaft und 1992 in den Landtag von Schleswig-Holstein, wo ihre Fraktion jedoch recht bald auseinanderfiel.
Die teilweise von ehemaligen Mitgliedern der CSU gegründeten Republikaner konnten einmal ins Abgeordnetenhaus von Berlin und zweimal in den Landtag von Baden-Württemberg einziehen und waren fünf Jahre im Europaparlament vertreten, verfehlten aber stets deutlich die Fünfprozenthürde bei Bundestagswahlen.
Der Erfolg der Partei Rechtsstaatlicher Offensive in Hamburg bei der Bürgerschaftswahl 2001, der nach sensationellen 19,4 Prozent der Stimmen sogar zu einer Regierungsbeteiligung dieser Partei im Senat von Beust I (Hamburg) geführt hatte, war nur von kurzer Dauer. Nach einem Zerwürfnis zwischen Bürgermeister Ole von Beust und dem damaligen Zweiten Bürgermeister Ronald Schill entzweite sich die Partei. Bei den anschließenden vorgezogenen Neuwahlen konnte weder die Partei Rechtsstaatlicher Offensive noch die Liste Pro DM/Schill die Fünfprozenthürde überspringen. Im Jahr 2007 haben sich diese beiden Parteien wieder aufgelöst.

### Linke Kleinparteien
Nach dem KPD-Verbot 1956 stellte die 1960 gegründete Deutsche Friedens-Union (DFU) den ersten nennenswerten Versuch einer Sammlung politischer Kräfte links von der Sozialdemokratie dar. Kommunistische, sozialistische und neutralistische Kreise schlossen sich mit christlich orientierten Pazifisten zusammen, um sich primär für eine Entspannungspolitik einzusetzen, die eine Verständigung mit den östlichen Nachbarstaaten einer zunehmenden Westintegration der Bundesrepublik Deutschland vorzog. Die DFU erreichte bei den Bundestagswahlen im Jahr 1961 1,9 Prozent und 1965 1,3 Prozent der Stimmen. Einige Landtagswahlergebnisse fielen besser aus, reichten jedoch in keinem Fall für einen Parlamentseinzug. Nach der Gründung der DKP im Jahr 1968 verzichtete die DFU weitgehend auf eigene Kandidaturen und gab 1984 ihren Parteistatus auf. Sie beteiligte sich in den folgenden Jahren an der Friedensliste und trat nach 1989 kaum noch öffentlich in Erscheinung.
In West-Berlin existierte die SED zunächst weiter und beteiligte sich an den Wahlen zum Berliner Abgeordnetenhaus, benannte sich 1969 in Sozialistische Einheitspartei Westberlins um, erzielte bei diesen Wahlen aber stets nur Anteile von unter 5 Prozent (1954: 2,7 %; 1989: 0,6 %).
Ende der 1960er Jahre entstanden im linken Spektrum mit dem Abflauen der Studentenbewegung (APO) mehrere heftig miteinander konkurrierende Kleinparteien, die sich an verschiedenen Richtungen des Kommunismus orientierten, die sogenannten K-Gruppen.
Über einen längeren Zeitraum am stabilsten erwies sich die an der SED der DDR orientierte, 1968 gegründete Deutsche Kommunistische Partei, die sich selbst als Nachfolgerin der 1956 verbotenen verfassungsfeindlichen Kommunistischen Partei Deutschlands betrachtete. Sie konnte auf Bundes- oder Landesebene jedoch parlamentarisch nicht Fuß fassen. Lediglich in einigen Kommunalparlamenten (zum Beispiel in Tübingen, Marburg, einigen Städten des Ruhrgebiets und Mörfelden-Walldorf/Hessen, wo sie 2016 13,8 Prozent erzielte) war und ist sie teilweise bis in die Gegenwart vertreten. Nach dem Ende der DDR und damit auch der SED traten viele Mitglieder aus der DKP aus.
Andere kleine kommunistische Parteien in der Bundesrepublik Deutschland gingen zwischen den 1970er- und 1990er-Jahren verschiedentlich Bündnisse miteinander ein, spalteten sich dann oft wegen ideologischer Grabenkämpfe oder lebten als Neugründungen unter anderen Namen wieder auf, bis sich viele von ihnen im Laufe der 1980er und 1990er Jahre schließlich auflösten. Zu diesen Parteien gehörten unter anderem der Kommunistische Bund Westdeutschland, von dem sich dann der Bund Westdeutscher Kommunisten abspaltete, oder die erst maoistische und später marxistisch-leninistische Kommunistische Partei Deutschlands/Marxisten-Leninisten (KPD/ML). GIM, eine trotzkistische Gruppierung (siehe nächster Abschnitt), und KPD/ML vereinigten sich 1986 zur Vereinigten Sozialistischen Partei, die bis Ende der 1990er-Jahre existierte.
Die 1982 gegründete Marxistisch-Leninistische Partei Deutschlands (MLPD) gehört zu den langlebigsten kommunistischen Kleinparteien und kandidiert regelmäßig zu Wahlen auf allen parlamentarischen Ebenen. Im trotzkistischen Segment existieren Kleinstgruppen, die seit den 1990er Jahren unter verschiedenen Bezeichnungen zu Wahlen antreten: Gruppe Internationale Marxisten (GIM), Sozialistische Gleichheitspartei (früher Partei für Soziale Gleichheit), Revolutionär Sozialistischer Bund/Vierte Internationale, deren Wahlergebnisse allesamt im Promillebereich blieben.

### Christliche Kleinparteien
Die Deutsche Zentrumspartei war bis 1933 als Vertreterin des katholischen Deutschland eine der wichtigsten Parteien des Kaiserreichs und der Weimarer Republik. Mit der CDU als überkonfessioneller Sammlungspartei verlor das Zentrum seine Wähler- und Mitgliederbasis und stellt seit Mitte der 1950er Jahre eine Kleinpartei dar. 1987 spaltete sich der christlich-fundamentalistische Flügel unter dem Namen Christliche Mitte vom Zentrum ab. Ebenso gehören die Christlichen Volksparteien in diese Kategorie, sind aber zugleich aufgrund ihrer regionalen Beschränkung Regionalparteien.
1989 kam die Partei Bibeltreuer Christen (PBC) als christlich-konservative Kleinpartei mit evangelikaler Prägung dazu. 2008 wurde mit der AUF – Partei für Arbeit, Umwelt und Familie eine weitere christliche deutsche Kleinpartei gegründet. 2015 fusionierten PBC und AUF zur Partei Bündnis C.

### Ökologische Parteien
Anfang der 1980er Jahre schlossen sich in der neu gegründeten Partei Die Grünen (heute Bündnis 90/Die Grünen) Anhänger der Neuen sozialen Bewegungen wie etwa der Friedensbewegung oder der Anti-Atomkraft-Bewegung sowie der Neuen Linken, aber auch einige rechtspopulistische und teilweise auch rechtsextreme Blut-und-Boden-Ökologen und einige ehemalige Anhänger der K-Gruppen zusammen, um ein parlamentarisches Spielbein der bis dahin außerparlamentarischen Bewegung zu bilden. Schon früh trennten sich die Öko-Konservativen von den Grünen und gründeten die bis heute über den Status einer Kleinpartei nicht hinaus gekommene ökologisch-wertkonservative ÖDP.
Seit 1983 konnten Die Grünen mit der Wahl in den Bundestag ihren außerparlamentarischen Status überwinden und etablierten sich als weitere parlamentarische Partei. Sie wird seitdem nicht mehr zu den Kleinparteien gezählt.
Zwischen 1989 und 1991 traten aus Protest gegen den zunehmend realpolitischen Kurs der Partei relativ viele so genannte Ökosozialisten und Radikalökologen aus, unter ihnen 1991 auch eine Mitbegründerin der Grünen, Jutta Ditfurth. Sie gründete in Frankfurt die Partei Ökologische Linke als außerparlamentarische Partei. Nach der Zustimmung der Grünen zum Jugoslawienkrieg gab es weitere Versuche, eine neue ökologisch-linke Partei aus dem Umfeld enttäuschter ehemaliger Anhänger zu gründen, so etwa die Regenbogen-Fraktion in Hamburg oder die Demokratische Linke in Berlin.
Seit 2020 treten unter dem Namen Klimaliste verschiedene Parteien (und Wählergruppen) in Erscheinung, die sich für Klimaschutzmaßnahmen zur Einhaltung des 1,5-Grad-Ziels einsetzen. Sie sehen sich als Graswurzelbewegung. Aufmerksamkeit erhielten sie v. a. durch die Teilnahme an der Landtagswahl in Baden-Württemberg.

### Protestparteien gegen COVID-19-Schutzmaßnahmen
Aus den Protesten gegen Schutzmaßnahmen zur COVID-19-Pandemie in Deutschland gingen im Juli 2020 vor allem zwei Parteien hervor: Die Basisdemokratische Partei Deutschland (Die Basis) und WiR2020. Daneben übernahmen auch andere neue Parteien Kritik an den Coronamaßnahmen, wie z. B. die Lobbyisten für Kinder oder die Bürger für Thüringen, gegründet durch eine Thüringer Landtagsabgeordnete. Die Basis tritt seit 2021 regelmäßig zu Wahlen an. Sie erreichte bei der Bundestagswahl 2021 1,6 % der Erst- und 1,4 % der Zweitstimmen und hatte damit Anspruch auf staatliche Parteienfinanzierung. Bei den Landtagswahlen 2021 erreichte die Partei zwischen 1,0 % und 1,5 % der Stimmen. Bei den Landtagswahlen 2022 und 2023 waren es noch zwischen 0,5 % und 1,3 %, bei der Europawahl in Deutschland 2024 nur 0,25 %.

## Österreich
In Österreich gibt es zum Beispiel die Liste Fritz Dinkhauser und MFG – Österreich Menschen – Freiheit – Grundrechte.